# Sea Gate (Brooklyn)

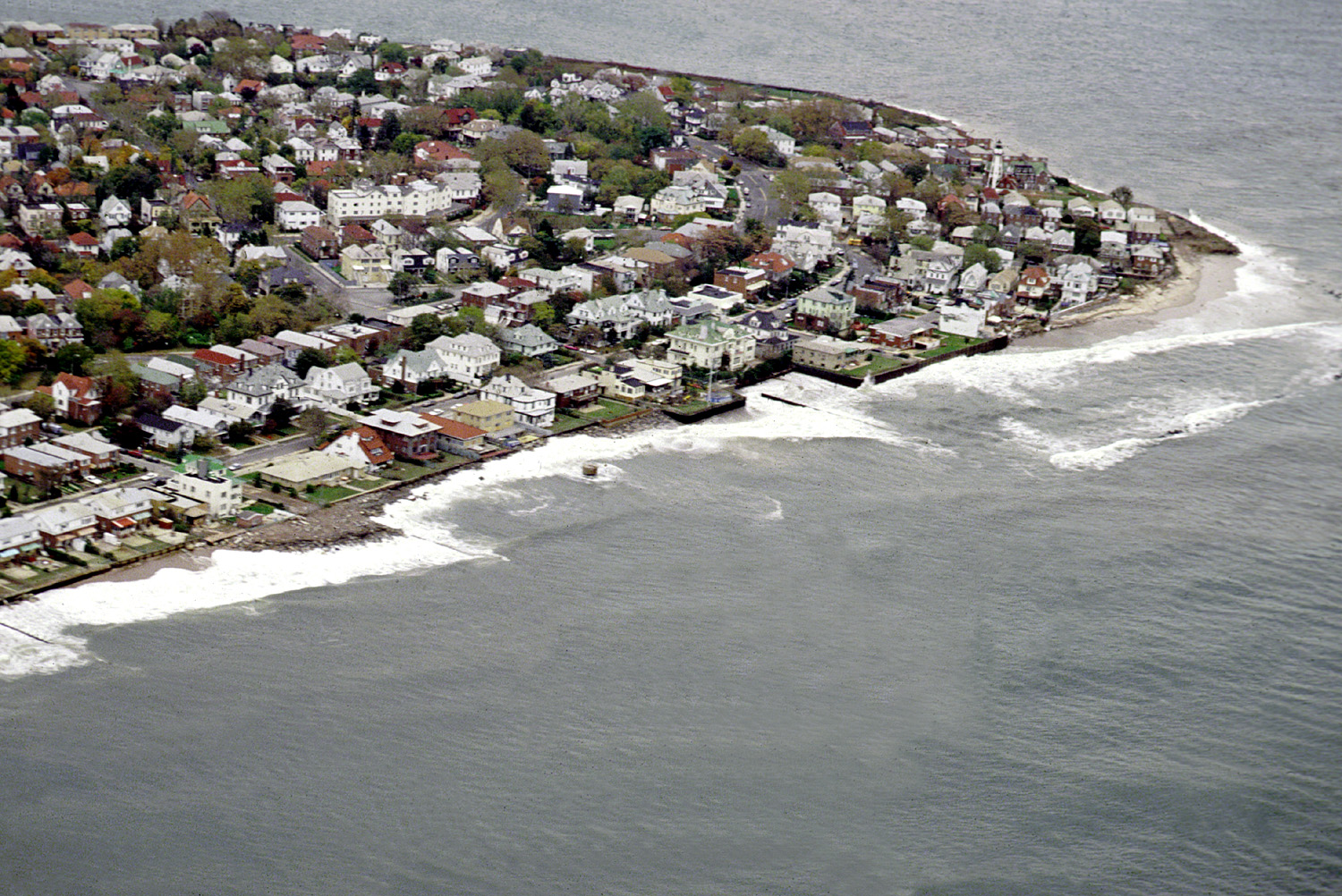
Sea Gate

Sea Gate ist ein auf der Halbinsel Coney Island liegendes Stadtviertel im Stadtbezirk (Borough) Brooklyn in New York City, USA. Das Viertel ist eine Gated Community, ein privat bewachtes und mit Zäunen abgesichertes Wohngebiet mit Zugangsbeschränkung und wird überwiegend von Weißen bewohnt.
Sea Gate hatte laut US Census von 2020 eine Bevölkerungszahl von 4586. Es ist Teil des Brooklyn Community District 13, hat die Postleitzahl 11224 und gehört zum 60. Bezirk des New Yorker Polizeidepartments. Kommunalpolitisch wird Sea Gate vom 47. Bezirk des New York City Council (Stadtrat) vertreten.

## Lage
Sea Gate befindet sich im Süden von Brooklyn an der Gravesend Bay am Atlantischen Ozean und nimmt mit knapp 0,7 km² den äußersten Westen der Halbinsel Coney Island ein. Der einzige benachbarte Stadtteil ist Coney Island, abgegrenzt durch die West 37th Street. Der Stadtteil ist auf drei Seiten umgeben vom Atlantischen Ozean im Norden, Westen und Süden.

## Beschreibung

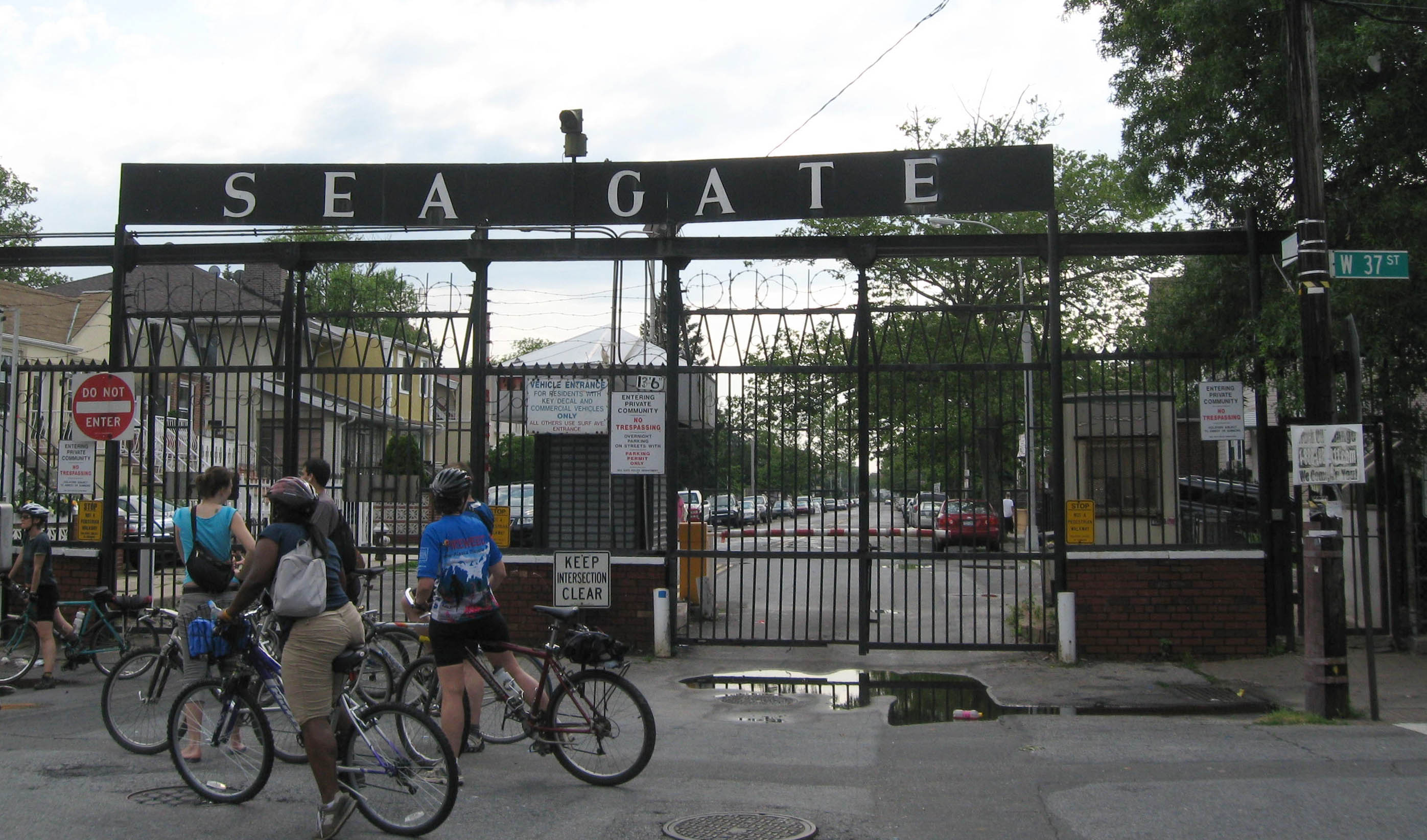
Das inzwischen durch ein neues Tor ersetztes Eingangstor an der Neptune Avenue

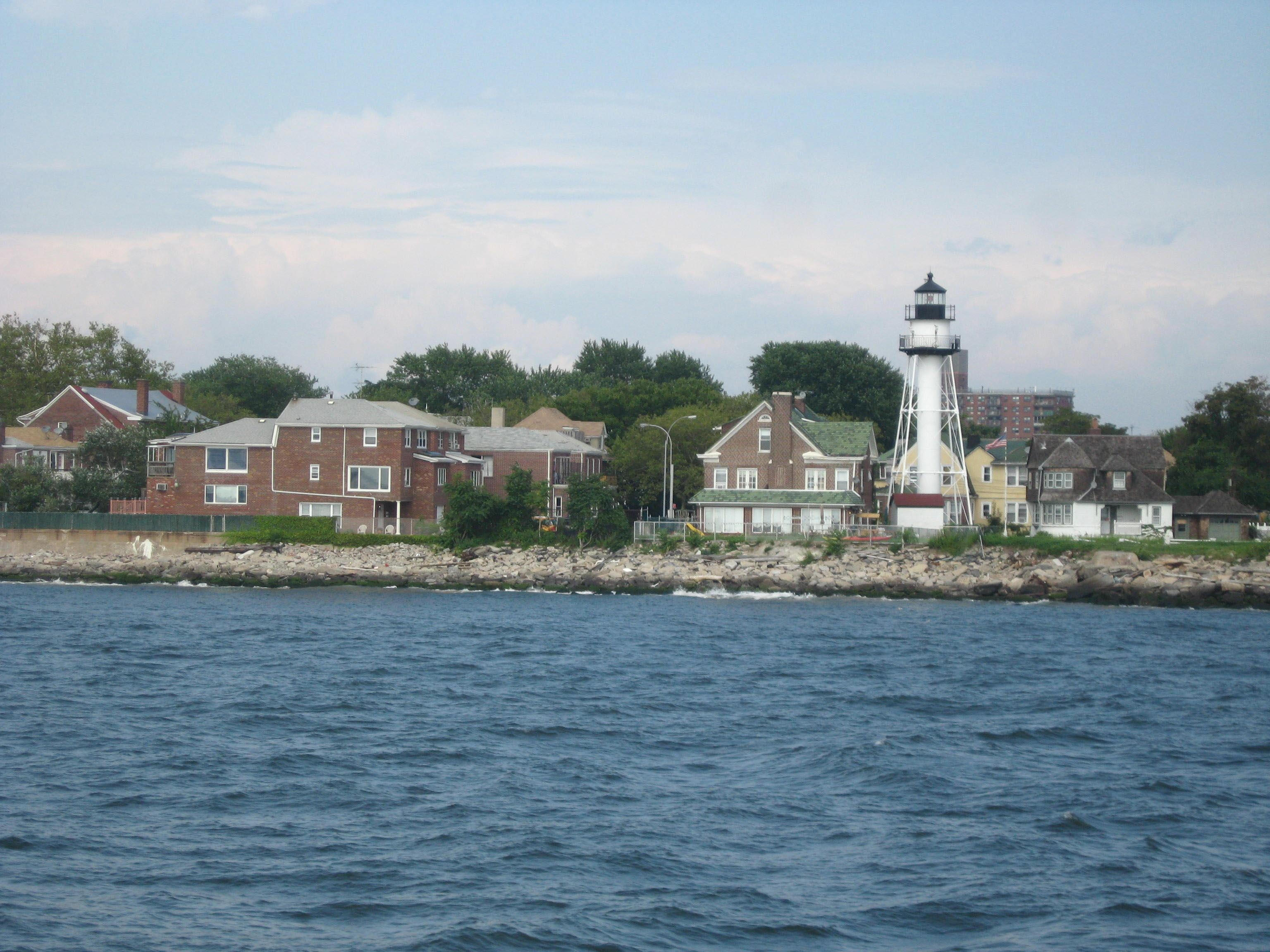
Leuchtturm „Coney Island Light“

Sea Gate wurde 1892 von Alrick Man zu einem Wohnviertel ausgebaut. Es besteht aus 850 Einfamilienhäusern in verschiedenen Baustilen. Die Bewohner zahlen für die private Sicherheit (Sea Gate Public Safety Department), Kanalisation, Strand, Rettungsschwimmer, Straßenlaternen und Straßenreinigung. Eine Sehenswürdigkeit ist der 1890 erbaute 23 m hohe Leuchtturm Coney Island Light. Ein weiteres historisches Gebäude ist die Kapelle von Sea Gate. Das einst für Gottesdienste genutzte Gebäude wurde 1901 erbaut und befindet sich direkt am Haupteingang an der Surf Avenue. Es ist heute Sitz des Seagate Police Departments, des Hausbesitzervereins „Sea Gate Association“ und des „Sea Gate Beach & Cabana Clubs“.
Im Oktober 2012 verwüstete der Hurrikan Sandy das Viertel. Durch Überschwemmung und Sturm wurden zahlreiche Häuser zerstört oder stark beschädigt sowie die Strände schwer in Mitleidenschaft gezogen.

## Demografie
Laut Volkszählung von 2020 hatte Sea Gate 4586 Einwohner bei einer Bevölkerungsdichte von 68 Einwohnern pro Hektar. Es wird überwiegend von Weißen bewohnt, die knapp 75 % der Bewohner stellen. Im Stadtteil lebten 3.403 (74,2 %) Weiße, 293 (6,4 %) Asiaten, 429 (9,4 %) Hispanics und Latinos, 247 (5,4 %) Afroamerikaner, 100 (2,2 %) aus anderen Ethnien und 114 (2,5 %) aus zwei oder mehr Ethnien.

## Verkehr
Sea Gate hat keinen Anschluss an die New York City Subway. Die nächstgelegene U-Bahn-Station befindet sich im benachbarten Coney Island. An der dortigen Station Coney Island–Stillwell Avenue verkehren die Linien , ,  und . Die Abteilung MTA Regional Bus Operations der Metropolitan Transportation Authority (MTA) bedient vor den Toren von Sea Gate entlang der West 37th Street einige Bushaltestellen mit den Linien B36 und B74 sowie den Express-Linien X28 und X38.